# مارکیز هاینس
مارکیز هاینس (انگلیسی: Marquis Hainse؛ زادهٔ) فرد نظامی اهل کانادا است.